# Marinaleda
Marinaleda és una localitat de la província de Sevilla, Andalusia, Espanya. L'any 2005 tenia 2.655 habitants. La seva extensió superficial és de 25 km² i té una densitat de 106,2 hab/km². Les seves coordenades geogràfiques són 37° 22′ N, 4° 57′ O. Està situada a una altitud de 205 metres i a 108 kilòmetres de la capital de la província, Sevilla.
El 2017 l'ajuntament declarà persona non grata a Xavier García Albiol per haver portat la bandera andalusa al Parlament de Catalunya pretenent representar els andalusos.

## Govern local
El municipi de Marinaleda té una llarga tradició de lluita camperola jornalera. Està governada pel CUT (Col·lectiu d'Unitat dels Treballadors - Bloc Andalús d'Esquerres), partit d'esquerres i andalusista, des del 1979. El 1986 el CUT fou una de les organitzacions fundadores d'Izquierda Unida, moviment que des d'aquell any governa l'ajuntament.
El 2003 IU tenia 9 regidors, i 2 el PSOE, i cap el PP. A les eleccions de 2007 IU aconseguí 7 regidors (61,87% de vots) i el PSOE 4 regidors (35,13% de vots), el PP (1,25% de vots) no assolí el mínim per a obtenir cap regidor. A les eleccions de 2011 IU recuperà els 9 regidors, i el PSOE n'aconseguí els 2 restants.

### Composició de l'Ajuntament (2007)
Izquierda Unida (IU-CA-LV)
- Juan Manuel Sánchez Gordillo (Alcalde)
- Esperanza del Rosario Saavedra Martín
- Francisco David Gómez Rodríguez
- María del Carmen Rodríguez Saavedra
- Manuel Pradas Martín
- Antonio José Montenegro Rodríguez
- Antonio Sánchez Hinojosa

Partit Socialista Obrer Espanyol-Andalusia (PSOE-A)
- Mariano Pradas Saavedra
- Antonio Cabezas Martín
- Hipólito Aires Navarro
- Juan Francisco Carmona Montesinos

### Composició de l'Ajuntament (2011)
Izquierda Unida (IULV-CA)
- Juan Manuel Sánchez Gordillo (Alcalde)
- Rafaela Vázquez Jiménez
- Antonio Sánchez Hinojosa
- Juana Sánchez Aires
- Antonio José Montenegro Rodríguez
- Esperanza del Rosario Saavedra Martín
- Romualdo Romero Aires
- Rocío Rodríguez Saavedra
- Manuel Pradas Martín

Partit Socialista Obrer Espanyol-Andalusia (PSOE-A)
- Mariano Pradas Saavedra
- José Rodríguez Cobacho

## Demografia
| 1996  | 1998  | 1999  | 2000  | 2001  | 2002  | 2003  | 2004  | 2005  | 2006  |
| ----- | ----- | ----- | ----- | ----- | ----- | ----- | ----- | ----- | ----- |
| 2.622 | 2.616 | 2.623 | 2.634 | 2.638 | 2.647 | 2.645 | 2.676 | 2.655 | 2.689 |